# Raw Like Sushi (album de Neneh Cherry)
Albums de Neneh Cherry
Homebrew
(1992)
Raw Like Sushi est le premier album de Neneh Cherry, sorti en 1989.

## L'album
Il se vend à 2,5 millions d'exemplaires. Le titre Buffalo Stance atteint la 3e place du Billboard Hot 100. Il est disque d'or au Canada, Pays-Bas et Suisse. L'album fait partie des 1001 albums qu'il faut avoir écoutés dans sa vie. 

### Titres
Tous les titres sont de Neneh Cherry et Booga Bear (alias Cameron McVey), sauf mentions. 
1. Buffalo Stance (Jamie J. Morgan, Booga Bear, Neneh Cherry, Phillip Ramacon) (5:42)
2. Manchild (Booga Bear, Neneh Cherry, Robert Del Naja) (3:51)
3. Kisses on the Wind (3:57)
4. Inna City Mamma (Booga Bear, Neneh Cherry, Phil Chill) (4:50)
5. The Next Generation (5:04)
6. Love Ghetto (4:27)
7. Heart (5:08)
8. Phoney Ladies (3:52)
9. Outré Risqué Locomotive (Booga Bear, Neneh Cherry, Will Malone) (5:04)
10. So Here I Come (Booga Bear, Neneh Cherry, Phil Chill) (4:02)

### Musiciens
- Neneh Cherry : voix
- Sandy McLelland, Chandra Armstead, Claudia Fontaine, Gordon Dukes : voix
- Cameron McVey : voix, mixage, pulsation (beat)
- Phil Chill : voix, beat
- Nellee Hooper : vibraphone
- Jerod : guitare
- Alvin Moody, Tim Simenon, Dynamik Duo : beat
- Jeff Scantlebury : conga
- Mark Saunders : guitare, claviers, beat
- Will Malone : synthétiseur